# Paardensport op de Olympische Zomerspelen 1968
Paardensport is een van de sporten die beoefend werden tijdens de Olympische Zomerspelen 1968 in Mexico-Stad. De dressuurwedstrijd en het springconcours werden gehouden in Campo Marte, een militair sportveld in de gemeente Miguel Hidalgo in Mexico-Stad. Het evenement eventing werd gehouden in de golfclub Avándaro, in de gemeente Valle de Bravo.

## dressuur

### individueel
| rang   | sporter             | paard     | land | score |
| ------ | ------------------- | --------- | ---- | ----- |
| Goud   | Ivan Kizimov        | Ichor     | URS  | 1572  |
| Zilver | Josef Neckermann    | Mariano   | FRG  | 1546  |
| Brons  | Reiner Klimke       | Dux       | FRG  | 1537  |
| 4      | Ivan Kalita         | Absent    | URS  | 1519  |
| 5      | Horst Köhler        | Neuschnee | GDR  | 1475  |
| 6      | Jelena Petoesjkova  | Pepel     | URS  | 1471  |
| 7      | Gustav Fischer      | Wald      | SUI  | 1465  |
| 8      | Liselott Linsenhoff | Piaff     | FRG  | 855   |

### team
| rang   | sporter                                             | paard                                    | land | score       | totaal |
| ------ | --------------------------------------------------- | ---------------------------------------- | ---- | ----------- | ------ |
| Goud   | Josef Neckermann Reiner Klimke Liselott Linsenhoff  | Mariano Dux Piaff                        | FRG  | 948 896 855 | 2699   |
| Zilver | Ivan Kizimov Ivan Kalita Jelena Petoesjkova         | Ichor Absent Pepel                       | URS  | 908 879 870 | 2657   |
| Brons  | Gustav Fischer Henri Chammartin Marianne Gossweiler | Wald Wolfdietrich Stephan                | SUI  | 866 845 836 | 2547   |
| 4      | Horst Köhler Gerhard Brockmüller Wolfgang Müller    | Neuschnee Tristan Marios                 | GDR  | 875 789 693 | 2357   |
| 5      | Domini Lawrence Hilda Johnstone Johanna Hall        | San Fernando El Guapo Conversano Caprice | GBR  | 793 777 762 | 2332   |
| 6      | Guillermo Squella Antonio Piraino Patricio Escudero | Colchaguino Ciclón Prete                 | CHI  | 693 672 650 | 2015   |
| 7      | Inez Fischer-Credo Christilot Hanson Zoltan Sztehlo | Marius Bonheur Virtuose                  | CAN  | 732 677 603 | 2012   |
| 8      | Kyra Downton Edith Master Donnan Plumb              | Cadet Helios Attache                     | USA  | 657 646 616 | 1919   |

## eventing

### individueel
| rang   | sporter               | paard        | land | score  |
| ------ | --------------------- | ------------ | ---- | ------ |
| Goud   | Jean-Jacques Guyon    | Pitou        | FRA  | -38.86 |
| Zilver | Derek Allhusen        | Lochinvar    | GBR  | -41.61 |
| Brons  | Michael Page          | Foster       | USA  | -52.31 |
| 4      | Richard Meade         | Cornishman V | GBR  | -64.46 |
| 5      | Reuben Jones          | The Poacher  | GBR  | -69.86 |
| 6      | James Wofford         | Kilkenny     | USA  | -74.06 |
| 7      | Juliet Jobling-Purser | Jenny        | IRL  | -79.11 |
| 8      | Wayne Roycroft        | Zhivago      | AUS  | -95.05 |

### team
| rang   | sporter                                                            | paard                                          | land | score                          | totaal  |
| ------ | ------------------------------------------------------------------ | ---------------------------------------------- | ---- | ------------------------------ | ------- |
| Goud   | Derek Allhusen Richard Meade Reuben Jones Jane Bullen              | Lochinvar Cornishman V The Poacher Our Nobby   | GBR  | -41.61 -64.46 -69.86 -164.01   | -175.93 |
| Zilver | Michael Page James Wofford Michael Plumb Kevin Freeman             | Foster Kilkenny Plain Sailing Chalan           | USA  | -52.31 -74.06 -119.50 DNF      | -245.87 |
| Brons  | Wayne Roycroft Brien Cobcrott Bill Roycroft James Scanlon          | Zhivago Depeche Warrathoola The Furtive        | AUS  | -95.05 -108.76 -127.55 -162.21 | -331.36 |
| 4      | Jean-Jacques Guyon Andre Le Goupil Jean Sarrazin Jean-Louis Martin | Pitou Olivette Joburg Quel Feu                 | FRA  | -38.86 -107.26 -359.71 DNF     | -505.83 |
| 5      | Horst Karsten Jochen Mehrdorf Klaus Wagner Ludwig Gössing          | Adagio Lapislazuli Abdulla Arved               | FRG  | -102.96 -199.41 -215.85 DNF    | -518.22 |
| 6      | Ernesto Del Castillo Ramón Mejía Evaristo Avalos Eduardo Higareda  | Codicioso Centinela Ludmilla II Samuray Azteca | MEX  | -170.60 -182.90 -278.06 DNF    | -631.56 |
| 7      | Karl-Heinz Fuhrmann Uwe Plank Helmut Hartmann Ulrich Vite          | Saturn Kranich Ingwer Hubertus                 | GDR  | -218.25 -231.01 -241.46 DNF    | -690.72 |
| 8      | Robin Hahn Norman Elder Barry Sonshine Allan Ehrlick               | Taffy Questionnaire Durlas Eile The Nomad      | CAN  | -95.41 -332.46 -359.81 -400.60 | -787.68 |

## springconcours

### individueel
| rang   | sporter             | paard         | land | score |
| ------ | ------------------- | ------------- | ---- | ----- |
| Goud   | William Steinkraus  | Snowbound     | USA  | 4.00  |
| Zilver | Marion Coakes       | Stroller      | GBR  | 8.00  |
| Brons  | David Broome        | Mr. Softee    | GBR  | 12.00 |
| 4      | Frank Chapot        | San Lucas     | USA  | 12.00 |
| 5      | Hans Günter Winkler | Enigk         | FRG  | 12.00 |
| 6      | Jim Elder           | The Immigrant | CAN  | 12.00 |
| 7      | Monica Bachmann     | Erbach        | SUI  | 16.00 |
| 7      | Piero D'Inzeo       | Fidux         | ITA  | 16.00 |
| 7      | Argentino Molinuevo | Don Gustavo   | ARG  | 16.00 |
| 7      | Alwin Schockemöhle  | Donal Rex     | FRG  | 16.00 |

### team
| rang   | sporter                                                 | paard                                 | land | score             | totaal |
| ------ | ------------------------------------------------------- | ------------------------------------- | ---- | ----------------- | ------ |
| Goud   | Jim Elder James Day Thomas Gayford                      | The Immigrant Canadian Club Big Dee   | CAN  | 27.25 36.00 39.50 | 102.75 |
| Zilver | Janou Lefèbvre Marcel Rozier Pierre Jonquères d'Oriola  | Rocket Quo vadis Nagir                | FRA  | 29.75 33.50 47.25 | 110.50 |
| Brons  | Alwin Schockemöhle Hans Günter Winkler Hermann Schridde | Donal Rex Enigk Dozent II             | FRG  | 18.75 28.25 70.25 | 117.25 |
| 4      | Frank Chapot Kathryn Kusner Mary Chapot                 | San Lucas Untouchable White Lightning | USA  | 25.00 44.50 48.00 | 117.50 |
| 5      | Raimondo D'Inzeo Piero D'Inzeo Graziano Mancinelli      | Bellevue Fidux Doneraile              | ITA  | 24.25 47.50 57.50 | 129.25 |
| 6      | Paul Weier Monica Bachmann Arthur Blickenstorfer        | Satan Erbach Marianka                 | SUI  | 36.75 49.50 50.50 | 136.75 |
| 7      | Nelson Pessoa Lucía Faria José Reynoso                  | Pass-Op Rush du Camp Cantal           | BRA  | 38.75 44.75 54.50 | 138.00 |
| 8      | David Broome Harvey Smith Marion Coakes                 | Mr. Softee Madison Time Stroller      | GBR  | 20.00 45.00 94.50 | 159.50 |

## Medaillespiegel
| rang   | land                     | goud | zilver | brons | totaal |
| ------ | ------------------------ | ---- | ------ | ----- | ------ |
| 1      | Groot-Brittannië         | 1    | 2      | 1     | 4      |
| 2      | Bondsrepubliek Duitsland | 1    | 1      | 2     | 4      |
| 3      | Verenigde Staten         | 1    | 1      | 1     | 3      |
| 4      | Frankrijk                | 1    | 1      | 0     | 2      |
| 4      | Sovjet-Unie              | 1    | 1      | 0     | 2      |
| 6      | Canada                   | 1    | 0      | 0     | 1      |
| 7      | Australië                | 0    | 0      | 1     | 1      |
| 7      | Zwitserland              | 0    | 0      | 1     | 1      |
| totaal | totaal                   | 6    | 6      | 6     | 18     |

Parijs 1900 · 
Stockholm 1912 · 
Antwerpen 1920 · 
Parijs 1924 · 
Amsterdam 1928 · 
Los Angeles 1932 · 
Berlijn 1936 · 
Londen 1948 · 
Helsinki 1952 · 
Melbourne 1956 · 
Rome 1960 · 
Tokio 1964 · 
Mexico-stad 1968 · 
München 1972 · 
Montréal 1976 · 
Moskou 1980 · 
Los Angeles 1984 · 
Seoel 1988 · 
Barcelona 1992 · 
Atlanta 1996 · 
Sydney 2000 · 
Athene 2004 · 
Peking 2008 · 
Londen 2012 · 
Rio de Janeiro 2016 · 
Tokio 2020 · 
Parijs 2024 · 
Los Angeles 2028
Medaillewinnaars
Atletiek · Basketbal · Boksen · Gewichtheffen · Hockey · Kanovaren · Moderne vijfkamp · Paardensport · Pelota (demonstratie) · Roeien · Schermen · Schietsport · Schoonspringen · Tennis (demonstratie) · Turnen · Voetbal · Volleybal · Waterpolo · Wielersport · Worstelen · Zeilen · Zwemmen